# Rhathymoscelis taunayi
Rhathymoscelis taunayi är en skalbaggsart som beskrevs av Lane 1936. Rhathymoscelis taunayi ingår i släktet Rhathymoscelis och familjen långhorningar. Inga underarter finns listade i Catalogue of Life.